# Felsmann József (tanár)
Felsmann József (Nagymányok, 1835. október 14. – Budapest, Józsefváros, 1929. március 7.) főreáliskolai igazgató, Felsmann János testvérbátyja.

## Életútja
Felsmann Ferenc és Wusching Magdolna fiaként született. A gimnáziumot Pécsett és Lugoson végezte 1846–tól 1852-ig; azután két évig nevelő volt. 1854–55-ben mint ösztöndíjas a pesti tanítóképző növendéke, 1856–57-ben a pesti reáliskolai tanárképző tagja volt. 1863–64-ben a pesti egyetemen a bölcseleti fakultást látogatta. 1857-ben a soproni császári és királyi helytartóság kinevezte a pécsi reáliskolában helyettes tanárrá és mint ezen iskola első tanára, ő rendezte azt be; 1858-ban ugyanazon intézet rendes tanára lett. 1862. november 5-én a pesti városi főreáliskolához választatott meg rendes tanárrá, ahol 1871. július 30-ig a német nyelvet tanította. 1864-ben középiskolai tanárságra képesíttetett Budán és azon évben beutazta Török- és Görögországot és Olaszország egy részét; különösen Athénben hosszabb ideig időzött és az ottani tanárok kalauzolása mellett pedagógiai és archelógiai tanulmányokat tett. 1866-ban Szász-, Porosz- és Bajorországban járt és az akkor nálunk mintákul ajánlott drezdai, lipcsei és berlini középiskolákat látogatta és tanulmányozta; felkereste Karl Ferdinand Rankét is, akivel hosszabb ideig értekezett a Magyarországon megindult középiskolai reformokról. 1871. júliusban Pest városa közgyűlése megválasztotta az újonnan alapított józsefvárosi (VIII. kerület) községi főreáliskola igazgatójává és megbízta ezen intézet szervezetével. 1875-ben meglátogatta Franciaországot és a párizsi világkiállításon, különösen az iskolai kiállításon tapasztalatait gazdagította. Áthajózott Angliába is, ahol különösen a tankönyvek ügyében szerzett alapos tájékozást. Ugyanezen évben az országos középiskolai tanárvizsgáló bizottságnak tagjává neveztetett ki. A magyar reáliskoláknak keletkezésük óta szóval és tollal mindig egyik előharcosa volt. Tevékeny részt vett általában a hazai tanügy, de különösen a reáliskoláknak átalakításában, terjesztésében és megszilárdításában; az ezen ügyben összehítt hivatalos enquetekben és társulati tanácskozásokban is részt vett. Az 1876-ban Szegeden és 1879-ben Székesfehérvárott rendezett kiállításon a tanügyi osztályok zsűrijének tagja és az 1885. évi budapesti országos kiállítás alkalmával a fővárosi reáliskolák kiállítási osztályának vezetője volt. A különböző hazai kiállításokon kiállított taneszközei díjakat nyertek. 1886-ban Budapest főváros köztörvényhatóságának tagja lett; azon kívül választmányi tagja volt különböző tudományos és közművelődési intézeteknek és működéseért az országos középiskolai tanáregyesület tiszteletbeli tagjává választotta. 1903-ban vonult nyugdíjba, 1915-ben a Szent István Akadémia III. szakosztálya tagjává választotta.

## Írásai
Számos tanügyi cikket, bírálatot és tudósítást írt a következő szaklapokba, folyóiratokba s gyűjteményes munkákba: a pécsi reáliskola programmja (1858. A reáltanoda), Der praktische Wegweiser (Pécs, 1859. Behandlung eines Lesestückes), Der katholische Christ (1860.), Tanodai Lapok (1860. A tanári tanácskozmányok kérdéséhez, Gymnasium-e vagy reáliskola? 1861. Reáltanodai reformok, 1862. Az osztrák birodalom tanügye a londoni világkiállításon), Pécsi Iparlapok (1862. A magyar királyság, Erdély, Croatia és Slavonia társországokkal az 1862. londoni világkiállításon, A pécsi gymnasiumi épület), Népnevelők Kalauza (Pécs, 1863–64. Árnyképek a házi nevelés köréből, A magyar néptanodák számára kiadott tankönyvekben előforduló olvasmányok tárgyalási módja, jutalomnyertes pályamunka), Idők Tanúja (1864. II. Úti jegyzetek Török- és Görögországból), Kalauz szerk. Riedl Szende (1865. A német dráma fejlődése), Országos Tanáregylet Közlönye (1867. Giseke Miklós Tivadar, irodalomtörténeti tanulmány, 1868. A polgári iskola, 1869–71. 1872. Polgári iskoláink álláspontja, 1873. A reáliskolai tanárok képzéséről, Középtanodák aránya és elhelyezése, A tanuló ifjuság katonai és fegyvergyakorlatairól, 1874. A distantiátlan iskolapad, 1878. A tankönyvek revisiója, 1879. Érettségi vizsgálatainkról, 1880. A reáliskolák helyzetéről, 1882. A reáliskolai tanterv módosításához, 1883. Trefort Á. közoktatásügyi miniszterhez felirat, A reáliskolai tanterv történetéből, 1887. Középtanodáink statistikájához, 1888. A decentralisatio és szakszerű felügyelet szükségessége a főváros községi iskoláiban), Pesti Napló (1868. 231. sz. A polgártanoda vagy felsőbb népiskola), Egyetemes Közokt. Szemle (1892. Az egységes középiskola). Az Egyetemes Magyar Encyclopaediába (1868–70.) több irodalomtörténeti és földrajzi cikket irt.
Pécsett való tanárkodása idejében leginkább Nagymányoki név alatt irt.

## Munkái
- Földrajz az alreáltanoda első osztálya számára. Pest, 1857. (2. kiadás. Általános földrajz cz. Pest, 1865.)
- A német metrika alapvonalai. Pest, 1864.
- A magyar néptanodák számára kiadott tankönyvekben előforduló olvasmányok tárgyalási módja. Pécs, 1864. (A Népnevelők Kalauzában megjelent pályamunka utánnyomata.)
- A magyarországi középtanodák Névkönyve. Pécs, 1869. 1870. 1873. 1878. 1882. 1885. Hat évfolyam.
- Német olvasókönyv. Deutsches Lesebuch für Mittelschulen mit deutschen und ungarischen Anmerkungen. Első rész. Pécs, 1871. 2. kiadás, 1872. 3. k. 1874. 4. k. 1875. 5. k. 1876. 6. k. 1877. 7. k. 1879. 8. k. 1881. 9. k. 1883. 10. k. 1885. 11. k. 1886. 12. k. 1889. 13. k. 1891. 14. k. 1892. Pécs. Második rész. 1871. 2. k. 1873. 2. k. 1875. 4. k. 1877. 5. k. 1880. 6. k. 1884. 7. k. 1887. 8. k. 1890. 9. k. 1891. Pécs. Harmadik rész. 1872. 2. k. 1875. 3. k. 1878. 4. k. 1885. 5. k. 1890. 6. k. 1892. Pécs. Negyedik rész. 1872. 2. bőv. k. 1875. 3. bőv. k. 1883. 4. k. 1891. Pécs.)
- A Nibelungok. Prózában magyarította és jegyzetekkel ellátta. Pécs, 1871. (Ism. Tanáregyl. Közl.)
- Deutsche Grammatik für Mittelschulen. Bpest, 1874. (2. kiadás. Bpest, 1881.)
- Német grammatika középtanodák használatára. Bpest, 1875. (2. kiadás 1877. 3. bőv. és jav. k. 1879. 4. k. 1881. 5. jav. k. 1885. 6. k. 1888. Ism. Egy Philol. Közlöny. 7. k. 1891. Bpest.)
- Német tan- és olvasókönyv felsőbb iskolák használatára. Első rész. Stilistika. Bpest, 1876. Második rész. Poetika. Bpest, 1877.
- Német rhythmika alapvonalai. Különnyomat a Német tan- és olvasókönyv II. részéből. Bpest, 1877. (Ism. Egyet. Philol. Közlöny.)
- Gyakorló könyv a Német grammatikához. Bpest, 1879.
- Német nyelvtan, iskolai használatra. Bpest, 1887. (Ism. Egyet. Philol. Közlöny. 2. k. 1888. 3. k. 1893. Bpest.)
- A kalocsai codex. Kk. ném. költemények gyűjteménye. Bp., 1895.
- Iskolai beszédek. Bp., 1906.
- Mányoki levelek a 17. századból. Bp., 1913.